# The Take Over, Vol. 3
The Take Over, Vol. 3 es el nombre del tercer álbum de estudio del sello Mastered Trax Latino, con el apoyo del rapero mexicano C-Kan. Fue lanzado el 28 de diciembre de 2018, cuenta con la participarán de los artistas del sello, como: Don Aero, HomeBoys, Ruff, Stylo Tha Don, S. Gats, C-Kan y Compton Menace, Eatswood, MC Davo, Prynce El Armamento, Mozart La Para entre otros.

## Lista de canciones
| N.º | Título | Duración |  |
| 1.  | «Sin Fronteras (Remix)» (Little feat. Concrete)                                                           | 3:13     |  |
| 2.  | «Estado Mental» (Refye El Demonio feat. Swat, Don Aero)                                                   | 4:54     |  |
| 3.  | «Beat Killa» (Prynce El Armamento feat. C-Kan, Juanka El Problematik, Lyan El Palabreal, Mozart La Parra) | 5:05     |  |
| 4.  | «+» (C-Kan feat. Polakan, Lito Kirino,)                                                                   | 4:00     |  |
| 5.  | «Hacertelo» (C-Kan feat. Stylo, Derian)                                                                   | 3:34     |  |
| 6.  | «Una Noche Loca» (Homeboys feat. C-Kan, Swat)                                                             | 4:39     |  |
| 7.  | «100's & 20's» (C-Kan feat. Stylo)                                                                        | 4:26     |  |
| 8.  | «Cocaína (Remix)» (Fuegiezy feat. C-Kan, Alex Fatt)                                                       | 4:27     |  |
| 9.  | «Rifles, Culos y Balas» (C-Kan feat. Ruff)                                                                | 4:05     |  |
| 10. | «Bendición» (C-Kan feat. Compton Menace)                                                                  | 3:36     |  |
| 11. | «Try Again» (S. Gats feat. Concrete, Stylo)                                                               | 5:33     |  |
| 12. | «Thug Vida» (C-Kan feat. Eastwood)                                                                        | 3:05     |  |
| 13. | «X-Men» (C-Kan feat. Ruff)                                                                                | 3:17     |  |
| 14. | «Mexican Player (Remix)» (Merc100Man feat. Eldorado Cain, Stylo)                                          | 3:19     |  |
| 15. | «Round 5» (C-Kan feat. MC Davo)                                                                           | 3:57     |  |